# Pordenone Calcio
Pordenone Calcio was een Italiaanse voetbalclub gevestigd in Pordenone. De club werd opgericht in 1920 en speelt zijn thuiswedstrijden, in afwachting van het nieuwe stadion, tijdelijk in het Stadio Guido Teghil. Pordenone Calcio kwam tussen 2019 en 2022 uit in de Serie B, de op een na hoogste divisie in Italië.

## Geschiedenis
De huidige Pordenone Calcio werd op 1 oktober 1920 opgericht onder de naam Football Club Pordenone. Voorheen bestond er al een gemeentelijke vereniging genaamd Unione Sportiva Pordenone, opgericht in 1913, in de regio Friuli-Venezia Giulia. Deze vereniging werd echter tijdens de Eerste Wereldoorlog opgeheven. Pordenone speelde eerst meerdere jaren in de regionale competitie van de regio en was uiteindelijk in staat om voor aanvang het seizoen 1926/27 voor de eerste keer te promoveren naar de Seconda Divisione, tegenwoordig het twee na hoogste niveau van het Italiaanse voetbalkampioenschap. Na een seizoen trok de club zich terug uit deze competitie wegens financiële problemen. Met de oprichting van het profvoetbal in 1929, in de vorm van de Serie A en Serie B, raakte de club in de vergetelheid van het regionale voetbal. In 1929 vond een naamswijziging van de club plaats, de club ging verder onder de naam Pordenone Liber Football Club. In de jaren die volgden onderging de club nog een groot aantal naamsveranderingen. Pas in 1945 werd met Associazione Calcio Pordenone een clubnaam gevonden die enkele decennia stand zou houden. In 1926 werd het Stadio Ottavio Bottecchia, aanvankelijk onder de naam Stadio Littorio, geopend als de thuisbasis van de club. In 1945 werd het stadion vernoemd naar Ottavio Bottecchia, de eerste Italiaanse wielrenner die de Tour de France won en in de regio Friuli-Venezia Giulia omkwam.
De toenmalige OND Pordenone slaagde er in 1939 in promotie naar de Serie C, de nieuwe naam van de Seconda Divisione, af te dwingen. Dit avontuur was geen lang leven beschoren want na een seizoen degradeerde de club. In 1941 slaagde de club er in direct te promoveren, gevolgd door een directe degradatie. Na het einde van de Tweede Wereldoorlog speelde de AC Pordenone een paar jaar op het vierde niveau, in de daar op volgende jaren bleef de club actief op het derde niveau en speelde daar tot in 1964 degradatie volgde. Na de terugval naar de Serie D bleef AC Pordenone tot 1979 op het vijfde niveau spelen, wat in totaal vijftien seizoenen op rij betekende in de Girone C van de Serie D. In 1979 volgende promotie naar de Serie C2, de Serie C was sinds 1978 opgesplitst in de twee niveaus C1 en C2 en had tot gevolg dat de Serie D het vijfde niveau werd. Het verblijf in de Serie C2 was ook van langere duur, van 1979/80 tot 1988/89 wist de ploeg uit Pordenone het tien seizoenen vol te houden voordat ze wederom afdaalde naar de Serie D. In deze periode vond ook de tot op heden laatste naamsverandering van de club uit Pordenone plaats. In de zomer van 1985 veranderde de clubnaam in Pordenone Calcio.
Na de degradatie uit de Serie C2 in 1989 volgde zware tijden voor Pordenone Calcio. Na nog twee op elkaar volgende degradaties was de club in 1991 inmiddels afgedaald naar het zevende niveau van het Italiaanse voetbal. In de krochten van het amateur voetbal bleven ze uiteindelijk tot 2000, toen de terugkeer naar de Serie D werd bewerkstelligd. Na directe promotie naar de Serie C2 in het seizoen 2000/01 te hebben gemist, lukte het de club een jaar later alsnog om te promoveren. Pordenone Calcio slaagde er in zich te handhaven met een twaalfde plek maar financiële problemen maakten het onmogelijk om in de vierde divisie te blijven spelen. Pordenone was in 2003 genoodzaakt opnieuw in het amateurvoetbal te beginnen en keerde in 2006 terug in de Serie D. Na de directe degradatie in het hier op volgende seizoen speelde de club vanaf het seizoen 08/09 weer in de Serie D en handhaafde zich daar voor zes seizoenen. In 2014 werd de Serie D gewonnen en promoveerde de club naar de Lega Pro/Serie C, die inmiddels hervormd was, en daar bleef het vijf seizoenen. Pordenone won de Groep B titel in de Serie C in het seizoen 2018-2019, onder leiding van de trainer Attilio Tesser, waardoor de club voor het eerst in haar geschiedenis kwam te spelen in de Serie B. In het debuutseizoen in de Serie B, 2019-2020, eindigde Pordenone op de 4e plaats. De club bemachtigde hierdoor een ticket voor de halve finale van de promotieserie. De eerste wedstrijd in het tweeluik tegen Frosinone won de club met 1-0, echter werd de Neroverdi in de return met 2-0 verslagen. Hierdoor bleef een plek in de finale van de play-offs en dus een kans op promotie naar het hoogste niveau uit. Na het seizoen 2022/23 diende Pordenone geen aanvraag in voor de Serie C en stopte met betaald voetbal. De club werd op 31 oktober 2023 opgeheven.

## Naamswijzigingen
- 1920/21 – 1926/27 – FC Pordenone (Football Club Pordenone)
- 1927/28 – FC Pordenone (Terza Coorte A. Salvato, 63ª Legione Tagliamento)
- 1928/29 – US Pordenone (Unione Sportiva Pordenonese)
- 1929/30 – Pordenone Liber FC (Pordenone Liber Football Club)
- 1930/31 – AS Dante Alighieri (Associazione Sportiva Dante Alighieri)
- 1931/32 – 1934/35 – AC Pordenone (Associazione Calcio Pordenone)
- 1935/36 – 1940/41 – OND Pordenone (O.N.D. Pordenone)
- 1941/42 – 1980/81 – AC Pordenone (Associazione Calcio Pordenone)
- 1981/82 – 1992/93 – Pordenone Calcio (Pordenone Calcio)
- 1993/94 – 2002/03 – AS Pordenone Calcio (Associazione Sportiva Pordenone Calcio)
- 2003/04 – 2005/06 – Pordenone Calcio (Pordenone Calcio)
- 2006/07 – 2013/14 – Pordenone Calcio SSD (Pordenone Calcio Società Sportiva Dilettantistica)
- 2014/15 – Heden – Pordenone Calcio (Pordenone Calcio)

## Erelijst
| Nationaal |    |           |
| Serie C   | 1x | 2018/2019 |
| Serie D   | 1x | 2013/2014 |

## Eindklasseringen
- 1946 2e
Serie C
- 1947 12e
Serie C
- 1948 15e
Serie C
- 1949 1e
n5
- 1950 1e
n5
- 1951 2e
n4
- 1952 3e
n4
- 1953 1e
n4
- 1954 4e
n4
- 1955 6e
n4
- 1956 10e
n4
- 1957 5e
n4
- 1958 10e
n4
- 1959 21e
Serie C
- 1960 4e
Serie C
- 1961 12e
Serie C
- 1962 10e
Serie C
- 1963 14e
Serie C
- 1964 17e
Serie C
- 1965 10e
Serie D
- 1966 5e
Serie D
- 1967 5e
Serie D
- 1968 3e
Serie D
- 1969 2e
Serie D
- 1970 2e
Serie D
- 1971 5e
Serie D
- 1972 12e
Serie D
- 1973 10e
Serie D
- 1974 12e
Serie D
- 1975 6e
Serie D
- 1976 11e
Serie D
- 1977 11e
Serie D
- 1978 11e
Serie D
- 1979 1e
Serie D
- 1980 15e
Serie C2
- 1981 9e
Serie C2
- 1982 12e
Serie C2
- 1983 13e
Serie C2
- 1984 14e
Serie C2
- 1985 9e
Serie C2
- 1986 13e
Serie C2
- 1987 14e
Serie C2
- 1988 7e
Serie C2
- 1989 17e
Serie C2
- 1990 18e
n5
- 1991 18e
n6
- 1992 4e
n8
- 1993 2e
n8
- 1994 6e
n7
- 1995 1e
n7
- 1996 2e
Eccellenza
- 1997 5e
n5
- 1998 8e
n5
- 1999 5e
n5
- 2000 5e
Serie D
- 2001 2e
Serie D
- 2002 1e
Serie D
- 2003 12e
Serie C2
- 2004 15e
Serie D
- 2005 1e
Eccellenza
- 2006 1e
Serie D
- 2007 16e
Serie C2
- 2008 1e
Serie D
- 2009 6e
Seconda Divisione
- 2010 7e
Seconda Divisione
- 2011 10e
Seconda Divisione
- 2012 6e
Seconda Divisione
- 2013 2e
Seconda Divisione
- 2014 1e
Seconda Divisione
- 2015 19e
Lega Pro
- 2016 2e
Lega Pro
- 2017 3e
Lega Pro
- 2018 9e
Serie C
- 2019 1e
Serie C
- 2020 4e
Serie B
- 2021 15e
Serie B
- 2022 20e
Serie B
- 2023 2e
Serie C

- Serie B
- Serie C
- Seconda Divisione
- Serie D
- Eccellenza
- n4
- n7
- n5
- n8
- n6

## Resultaten per seizoen
| Seizoen | Competitie                       | Niveau | Eindstand | Coppa Italia | Opmerking                                                                          |
| ------- | -------------------------------- | ------ | --------- | ------------ | ---------------------------------------------------------------------------------- |
| 2000/01 | Serie D Girone C                 | V      | 2         | --           |                                                                                    |
| 2001/02 | Serie D Girone C                 | V      | 1         | --           |                                                                                    |
| 2002/03 | Serie C2 Girone A                | IV     | 12        | --           | Failliet                                                                           |
| 2003/04 | Eccellenza Friuli-Venezia Giulia | VI     | 15        | --           |                                                                                    |
| 2004/05 | Promozione Friuli-Venezia Giulia | VII    | 1         | --           |                                                                                    |
| 2005/06 | Eccellenza Friuli-Venezia Giulia | VI     | 1         | --           |                                                                                    |
| 2006/07 | Serie D Girone 6                 | V      | 16        | --           |                                                                                    |
| 2007/08 | Eccellenza Friuli-Venezia Giulia | VI     | 1         | --           |                                                                                    |
| 2008/09 | Serie D Girone C                 | V      | 6         | --           |                                                                                    |
| 2009/10 | Serie D Girone C                 | V      | 7         | --           |                                                                                    |
| 2010/11 | Serie D Girone C                 | V      | 10        | --           |                                                                                    |
| 2011/12 | Serie D Girone C                 | V      | 6         | --           |                                                                                    |
| 2012/13 | Serie D Girone C                 | V      | 2         | --           |                                                                                    |
| 2013/14 | Serie D Girone C                 | V      | 1         | 2e ronde     | Slaat vanwege herstructurering Lega Pro een niveau over                            |
| 2014/15 | Lega Pro Girone A                | III    | 19        | --           | Finale play-out                                                                    |
| 2015/16 | Lega Pro Girone A                | III    | 2         | --           | halve finale promotieserie                                                         |
| 2016/17 | Lega Pro Girone B                | III    | 3         | 2e ronde     | halve finale promotieserie                                                         |
| 2017/18 | Serie C Girone B                 | III    | 9         | 8e finale    | 1e ronde promotieserie                                                             |
| 2018/19 | Serie C Girone B                 | III    | 1         | 2e ronde     |                                                                                    |
| 2019/20 | Serie B                          | II     | 4         | 2e ronde     | halve finale promotieserie                                                         |
| 2020/21 | Serie B                          | II     | 15        | 3e ronde     |                                                                                    |
| 2021/22 | Serie B                          | II     | 20        | 1e ronde     |                                                                                    |
| 2022/23 | Serie C Girone A                 | III    | 2         | --           | 2e ronde promotieserie\|Club schrijft zich niet in voor competitie seizoen 2023/24 |